# استیون گیتلی
استیون گیتلی (به انگلیسی: Stephen Patrick David Gately) (متولد ۱۷ آوریل ۱۹۷۶، دوبلین، ایرلند - درگذشته ۱۰ اکتبر ۲۰۰۹)، از اعضای گروه بویزون بود.
وی همجنسگرا بوده و به این موضوع افتخار می‌کرده.
در صبح دهم اکتبر سال ۲۰۰۹ جسد وی در آپارتمان خصوصی‌اش در مایورکای اسپانیا کشف شد. بعدها علت مرگ او ورم ریه تشخیص داده شد.